# Hanamaru Kindergarten
Hanamaru Kindergarten (яп. はなまる幼稚園 Ханамару Ётиэн, Детский сад Ханамару) — японская манга, автором и иллюстратором которой является Юто, публиковалась издательством Square Enix в журнале Young Gangan с сентября 2006 года, всего выпущено 12 томов манги. По мотивам манги студией Gainax был выпущен аниме-сериал, который транслировался по телеканалу TV Tokyo с 19 января по 28 марта 2010 года.

## Сюжет
Андзу посещает детский садик со своими подружками: тихоней Коумэ и эксцентричной Хиираги. Вместе они пытаются завоевать внимание нового воспитателя Цусиды, который наоборот всё своё внимание сконцентрировал на прекрасной Ямамото, коллеге по работе из соседней группы. Параллельно Андзу намеревается выйти замуж за Цусиду (когда вырастет), в то время, как Цусида добивается свидания с Ямамото.

## Список персонажей
Наодзуми Цусида (яп. 土田 直純)
Сэйю: Сатоси Хино
Единственный мужчина-воспитатель в детском садике Ханамару, который отправился работать в садик сразу после окончания школы. Поначалу работает ненадёжно, не замечая многих проблем. К нему очень привязалась Андзу, но он не отвечает ей взаимностью, относясь к ней, как просто к ребёнку. Сам же влюбился в Нанако Ямамото - коллегу по работе. Сакура, мать Андзу, которая училась с ним в школе, называет его Цуси. Увлекается видео-играми и играет в них допоздна, из-за чего часто опаздывает на работу. Работает с младшей группе «Сакура». Получил прозвище «сиськолюб» из-за того, что очень любит разглядывать женские груди в журналах и наблюдать за грудью Ямамото.
Нанако Ямамото (яп. 山本 菜々子)
Сэйю: Эрино Хадзуки
Одна из воспитательниц в детском садике Ханамару. Не замечает, что Цусида любит её. Внушила себе, что её никто не может полюбить. Работает в младшей группе «Персик». Очень хорошо шьёт. Несмотря на то, что в упор не замечает чувства Цусиды, осознает тот факт, что Ханамару (молодой художник, создатель персонажа «Котопанда» - маскота сериала) влюблен в её сестру, Маюми.
Родзё Кусано (яп. 草野 蕗央瀬)
Сэйю: Каору Мидзухара
Воспитательница в детском садике Ханамару в отделении «Подсолнух». Занимается спортом и любит мускулистых мужчин. Любит наблюдать, как Цусида пытается привлечь внимание Нанако.
Кавасиро (яп. 川代)
Сэйю: Наоми Вакабаяси
Воспитательница в детском садике Ханамару. Её поведение выглядит несколько вызывающе. Работает в группе «Тюльпан».
Андзу (яп. 杏)
Сэйю: Кэй Синдо
Девочка из группы «Сакура», где работает Цусида. Влюбилась в Цусиду и решила выйти за него замуж, но не может завоевать внимание с его стороны. Лучшая подружка Коумэ и Хиираги. Очень любопытная и подвергает себя опасности, поэтому за ней надо внимательно приглядывать.
Коумэ (яп. 小梅)
Сэйю: Мако
Девочка из группы «Сакура». Подружка Андзу и Хиираги. Очень застенчивая, робкая и чувствительная. У неё есть старший брат, который подарил ей красную ленточку. Коумэ очень дорожит ей.
Хиираги (яп. 柊)
Сэйю: Аяхи Такагаки
Девочка из группы «Сакура». Подружка Андзу и Коумэ. Очень тихая, но в то же время одарённая. Её отец работает в научной лаборатории и называет дочку — Хи. Носит разные костюмы. Её рот обычно не показан.
Ю Кабаякава (яп. 小早川 優)
Сэйю: Хироми Игараси
Мальчик из группы «Подсолнух», который когда то помог Коумэ, когда та упала. В результате Коумэ стала питать к нему любовные чувства.
Кэндзи (яп. けんじ)
Сэйю: Манами Нумакура
Мальчик из группы «Подсолнух», решил поспорить с Хиираги, кто из них умнее и был впечатлён ей, после чего решил стать её учеником.
Хинагику (яп. 雛菊)
Сэйю: Мария Исэ
Девочка из группы «Подсолнух». Для своего возраста очень зрелая, она дочь якудзы. Влюблена в Цусиду, Адзу рассматривает её, как соперницу.

## Манга
Манга была написана и иллюстрирована Юто, публиковалась издательством Square Enix в ежемесячном журнале Young Gangan с сентября 2006 года, 25 апреля 2007 года были выпущены 11 томов манги, а последний и дополнительный том вышел 24 декабря 2011 года. Также на основе 7.5 тома манги был выпущен фанбук 25 февраля 2010 года.
Манга была лицензирована тайваньской компанией Sharp Point Press и в Гонконге с Макао компанией Jade Dynasty.
| №   | Японский: дата публикации | Японский: ISBN         |
| --- | ------------------------- | ---------------------- |
| 1   | 25 апреля, 2007           | ISBN 978-4-7575-1999-2 |
| 2   | 25 сентября, 2007         | ISBN 978-4-7575-2124-7 |
| 3   | 25 февраля, 2008          | ISBN 978-4-7575-2225-1 |
| 4   | 25 августа, 2008          | ISBN 978-4-7575-2330-2 |
| 5   | 25 февраля, 2009          | ISBN 978-4-7575-2500-9 |
| 6   | 25 августа, 2009          | ISBN 978-4-7575-2658-7 |
| 7   | 25 декабря, 2009          | ISBN 978-4-7575-2758-4 |
| 7.5 | 25 февраля, 2010          | ISBN 978-4-7575-2814-7 |
| 8   | 25 июня, 2010             | ISBN 978-4-7575-2915-1 |
| 9   | 25 декабря, 2010          | ISBN 978-4-7575-3106-2 |
| 10  | 25 июля, 2011             | ISBN 978-4-7575-3271-7 |
| 11  | 24 декабря, 2011          | ISBN 978-4-7575-3457-5 |

## Аниме
| Список серий | Список серий | Список серий        |
| №            | Название | Трансляция в Японии |
| ------------ | --- | ------------------- |
| 1            | A Hanamaru Entrance Ceremony / A Hanamaru Mother «Ханамару на Нюгакусики / Ханамару на Окаасан» (はなまるな入学式 / はなまるなおかあさん)                          | 10 января, 2010     |
| 2            | A Hanamaru Slide / A Hanamaru Genius «Ханамару на Субэридай / Ванамари на Тэнсай» (はなまるなすべり台 / はなまるな天才)                                            | 17 января, 2010     |
| 3            | A Hanamaru Love Triangle / A Hanamaru Day «Ханамару на Санакау Канкэй / Ханамару на Итинити» (はなまるな三角関係 / はなまるな一日)                                 | 24 января, 2010     |
| 4            | A Hanamaru Date / A Hanamaru Helper «Ханамару на Дэто/ Ханамару на Оцэтудай» (はなまるなデート / はなまるなお手伝い)                                               | 31 января, 2010     |
| 5            | A Hanamaru Detective / A Hanamaru First Love «Ханамару на Тантэйдан / Ханамару но Хацукой» (はなまるな探偵団 / はなまるな初恋)                                     | 7 февраля, 2010     |
| 6            | A Hanamaru Pool / A Hanamaru Brother «Ханамару на Пуру/ Ханамару на Ониитян» (はなまるなプール / はなまるなお兄ちゃん)                                             | 14 февраля, 2010    |
| 7            | A Hanamaru Summer Vacation / A Hanamaru Summer Festival «Ханамамру на Нацу Ясуми / Ханамару на Нацу Мацури» (はなまるな夏休み / はなまるな夏祭り)                  | 21 февраля, 2010    |
| 8            | A Hanamaru Fishmonger / A Hanamaru Rival «Ханамару на Саканая-сан / Ханамару на Райбару» (はなまるなさかなやさん / はなまるなライバル)                             | 28 февраля, 2010    |
| 9            | A Hanamaru Gift / A Hanamaru Dream / A Hanamaru Night «Ханамару на Сасирэ / Hanamaru na Yume / Ханамару на Ёру» (はなまるな差し入れ / はなまるな夢 / はなまるな夜) | 7 марта, 2010       |
| 10           | A Hanamaru Cheerleading Squad / A Hanamaru Love Confession «Ханамару на Оэндан / Ханамару на Кокухаку» (はなまるな応援団 / はなまるな告白)                         | 14 марта, 2010      |
| 11           | A Hanamaru Uninvited Lady / A Hanamaru Story «Ханамару на Осикакэ Нёбо / Ханамари на О-ханаси» (はなまるな押しかけ女房 / はなまるなお話)                           | 21 марта, 2010      |
| 12           | A Hanamaru Christmas / A Hanamaru Feeling «Ханамару на Курисумасу / Ханамару на Кимоти» (はなまるなクリスマス / はなまるな気持ち)                                  | 28 марта, 2010      |